# Голд-Бич (Орегон)
Голд-Бич (англ. Gold Beach) — город в США, административный центр округа Карри штата Орегон. Население — 2341 человек (2020).

## География
Голд-Бич расположен по координатам 42°24′48″ с. ш. 124°25′20″ з. д. (42.413297, -124.422162). По данным Бюро переписи населения США в 2010 году город имел площадь 7,14 км², из которых 6,55 км² — суша и 0,59 км² — водоёмы.

### Климат
| Показатель                    | Янв.  | Фев. | Март | Апр. | Май  | Июнь | Июль | Авг. | Сен. | Окт. | Нояб. | Дек. | Год   |
| ----------------------------- | ----- | ---- | ---- | ---- | ---- | ---- | ---- | ---- | ---- | ---- | ----- | ---- | ----- |
| Абсолютный максимум, °C       | 22,8  | 25,0 | 26,7 | 32,2 | 31,7 | 32,2 | 31,7 | 31,1 | 38,9 | 32,8 | 24,4  | 22,2 | 38,9  |
| Средний суточный максимум, °C | 12,3  | 12,9 | 13,3 | 14,5 | 16,3 | 18,3 | 19,8 | 20,2 | 19,9 | 17,7 | 14,3  | 12,4 | 16,0  |
| Средний суточный минимум, °C  | 4,8   | 5,2  | 5,2  | 6,1  | 7,7  | 9,7  | 10,7 | 11,1 | 10,4 | 8,6  | 6,7   | 5,2  | 7,6   |
| Абсолютный минимум, °C        | −11,1 | −6,1 | −2,2 | −2,2 | −0,6 | 1,7  | 2,2  | 1,1  | 4,4  | −0,6 | −3,9  | −8,9 | −11,1 |
| Среднее число дней с осадками | 17    | 16   | 18   | 13   | 9    | 6    | 2    | 3    | 5    | 10   | 16    | 17   | 132,0 |
| Норма осадков, мм             | 325   | 269  | 270  | 156  | 99   | 46   | 10   | 23   | 50   | 144  | 283   | 351  | 2026  |
| Источник:                     |       |      |      |      |      |      |      |      |      |      |       |      |       |

## Демография
| Год переписи | Нас. |  | %±     |
| ------------ | ---- |  | ------ |
| 1890         | 200  |  | —      |
| 1900         | 112  |  | −44%   |
| 1910         | 125  |  | 11,6%  |
| 1920         | 321  |  | 156,8% |
| 1930         | 500  |  | 55,8%  |
| 1940         | 500  |  | —      |
| 1950         | 677  |  | 35,4%  |
| 1960         | 1765 |  | 160,7% |
| 1970         | 1554 |  | −12%   |
| 1980         | 1515 |  | −2,5%  |
| 1990         | 1546 |  | 2%     |
| 2000         | 1897 |  | 22,7%  |
| 2010         | 2253 |  | 18,8%  |
| 2020         | 2341 |  | 3,9%   |

Согласно переписи 2010 года, в городе проживало 2253 человека в 1070 домохозяйствах в составе 614 семей. Плотность населения составляла 316 человек/км². Было 1322 квартир (185/км²).
Расовый состав населения:
| - 91,5 % — белых - 2,0 % — коренных американцев - 0,8 % — азиатов - 0,3 % — чёрных или афроамериканцев |

К двум или более расам принадлежало 4,7 %. Доля испаноязычных составила 4,9 % всего населения.
По возрастному диапазону население распределялось следующим образом: 16,5 % — лица младше 18 лет, 60,8 % — лица в возрасте 18-64 лет, 22,7 % — лица в возрасте 65 лет и старше. Медиана возраста жителя составила 50,6 лет. На 100 человек женского пола в городе приходилось 94,1 мужчин; на 100 женщин в возрасте от 18 лет и старше — 91,9 мужчин также старше 18 лет.
Средний доход на одно домашнее хозяйство составил 57 294 доллара США (медиана — 48 065), а средний доход на одну семью — 63 289 долларов (медиана — 60 791). Медиана доходов составляла 37 583 доллара для мужчин и 32 384 доллара для женщин. За чертой бедности находилось 19,8 % лиц, в том числе 28,2 % детей в возрасте до 18 лет и 10,2 % лиц в возрасте 65 лет и старше.
Гражданское трудоустроенное население составляло 1109 человек. Основные области занятости: искусство, развлечения и отдых — 22,5 %, образование, здравоохранение и социальная помощь — 21,9 %, строительство — 12,2 %, розничная торговля — 8,5 %.